# Turcoraphidia hethitica
Turcoraphidia hethitica är en halssländeart som beskrevs av H. Aspöck et al. 1984. Turcoraphidia hethitica ingår i släktet Turcoraphidia och familjen ormhalssländor. Inga underarter finns listade i Catalogue of Life.